# Überfall auf Sundsvall
1. Phase: Schwedische Dominanz (1700–1709)
Dänischer Kriegsschauplatz (1700)
Humlebæk • Tönning I 
Livländ./ Estnischer Kriegsschauplatz (1700–1708)
Riga I • Jungfernhof • Varja • Pühhajoggi • Narva • Petschora • Düna • Rauge • Erastfer • Hummelshof • Embach • Tartu • Narva II • Wesenberg I • Wesenberg II
Ingermanländ./ Finnischer Kriegsschauplatz (ab 1701)
Archangelsk • Ladogasee • Nöteborg • Nyenschanz • Newa • Systerbäck • Petersburg • Wyborg I • Porvoo • Newa II • Koporje II • Kolkanpää
Litauisch-weißrussischer Kriegsschauplatz (1702–1706)
Vilnius • Saladen • Jakobstadt • Gemauerthof • Mitau • Grodno I • Olkieniki • Njaswisch • Klezk • Ljachawitschy
Polnischer Kriegsschauplatz (1702–1706)
Klissow • Pułtusk • Thorn • Lemberg • Warschau • Posen • Punitz • Tillendorf • Rakowitz • Praga • Fraustadt • Kalisch 
Russischer Kriegsschauplatz (1708–1709)
Grodno II • Golowtschin • Moljatitschi • Rajowka • Lesnaja • Desna • Baturyn • Koniecpol • Weprik • Opischnja • Krasnokutsk • Sokolki • Poltawa I • Poltawa II
2. Phase: Schweden in der Defensive (1710–1721)
Baltischer und Finnischer Kriegsschauplatz (bis 1714)
Riga II • Wyborg II • Pernau • Kexholm • Reval • Hogland • Pälkäne • Storkyro • Nyslott • Hanko 
Schwed./Norwegischer Kriegsschauplatz (1710–1721)
Helsingborg • Køge-Bucht • Bottnischer Meerbusen • Frederikshald I • Dynekilen-Fjord • Göteborg I • Strömstad • Trondheim • Frederikshald II • Marstrand • Ösel • Göteborg II • Södra Stäket • Grönham • Sundsvall
Norddeutscher Kriegsschauplatz (1711–1716)
Elbing • Wismar I • Lübow • Stralsund I • Greifswalder Bodden I • Stade • Rügen • Gadebusch • Altona • Tönning II • Stettin • Fehmarn • Wismar II • Stralsund II • Jasmund • Peenemünde • Greifswalder Bodden II • Stresow 
Der Überfall auf Sundsvall (auch Seeschlacht von Selånger genannt) war das letzte Gefecht im Großen Nordischen Krieg. Der Angriff fand am 25. Maijul. / 5. Juni 1721greg. in und um Sundsvall und Selånger statt. Eine schwedische Besatzung in der Stärke von etwa 280 Mann kämpfte gegen eine zehnmal so große Reiterschar der Kosaken und über 6000 russischer Infanteristen. Das Ergebnis war ein Sieg der Russen, und die Stadt Sundsvall und den umliegenden Dörfern wurden geplündert und niedergebrannt.

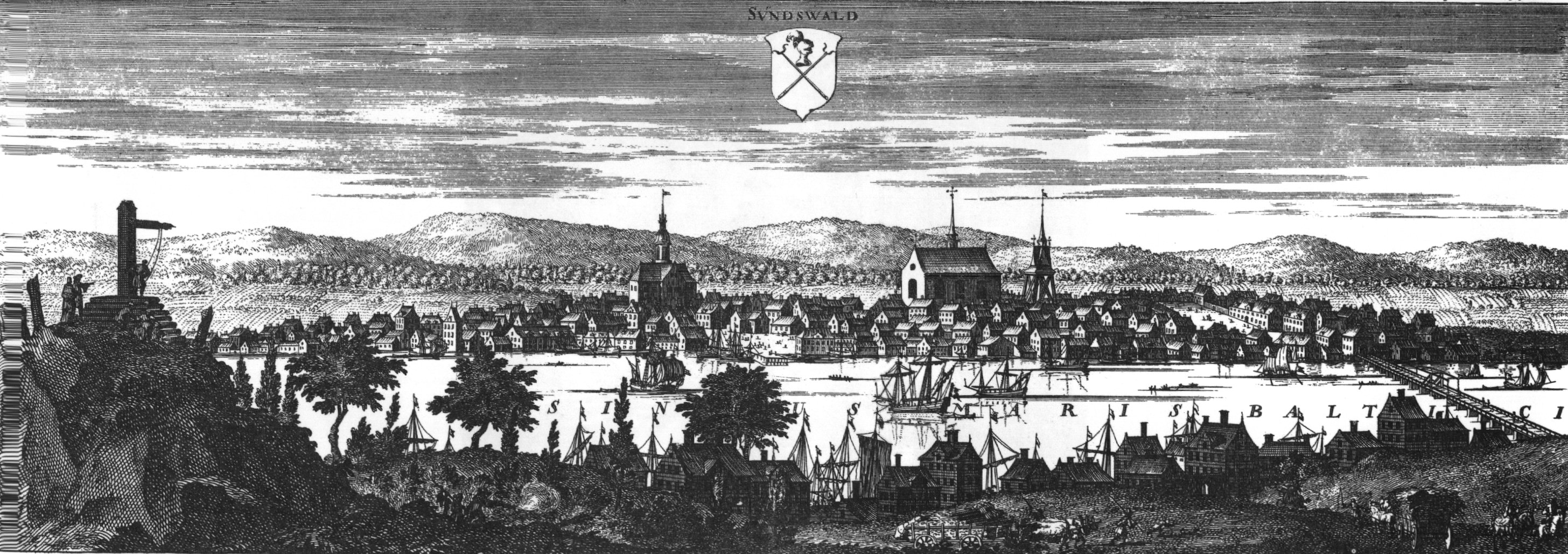
Sundsvall (1690–1710) aus Erik Dahlbergh 's Arbeit Suecia antiqua et hodierna

## Hintergründe
Bereits im Jahre 1719 hatte die russische Flotte die schwedische Küste verwüstet. Durch die vom damaligen Gouverneur von Västernorrland Hugo Hamilton von Hageby vorgenommenen Schutzmaßnahmen waren die Provinzen Medelpad, Ångermanland und Gästrikland von größeren Raubzügen verschont geblieben.
Im Jahre 1720 wurde die Stadt Umeå von der russischen Flotte geplündert und niedergebrannt.
Zu diesem Zeitpunkt waren Sundsvall und Medelpad von zwei Kavallerieregimentern geschützt. Durch Nachschubprobleme bei den Regimentern mussten die Einheimischen die Regimenter mit Nahrungsmitteln versorgen. Diese konnten die Nahrungsmittel aber nicht aufbringen und so wurden die Regimenter im Frühjahr 1721 abgezogen und es blieb nur eine kleine Reitereinheit aus Jämtland zurück.

## Im Vorfeld der Kämpfe
Im Jahre 1721 wurde wieder eine russische Flotte gesichtet, welche entlang der Küste von Norrland auf dem Weg nach Norden waren.
Der Rat der Stadt Gävle beschloss den Major Johan Henrik Fieandt nach Sundsvall zu entsenden um eine Verteidigung der Stadt zu organisieren. Ihm standen 80 Matrosen von der ersten norrländischen Marinekompanie und 80 Reiter des jämtlandischen Reiterregiments, unter dem Kommando von Hauptmann Herman Wibbling, und weiteren 150 bewaffnete Wehrbauern.
Fieandt hatte außerdem gehofft weitere 700–800 Stadtbewohner zur Unterstützung der regulären Truppen zu bewegen, er schrieb nach der Schlacht, dass die Einwohner der Stadt zu keiner Unterstützung zu bewegen waren und nur ihre eigenen Belange im Sinn hatten.
Die einzige Unterstützung fand der Major durch eine kleine Einheit aus Veteranen. Die 25 Reiter standen unter dem Befehl von Leutnant Johan Lindstedt. Sie hatten ehemals unter dem Kommando von Carl Gustaf Armfeldt an den Feldzügen in Finnland und den baltischen Staaten teilgenommen. Außerdem waren die Veteranen mit dem Todesmarsch der Karoliner zurück nach Norwegen gelangt.
Als die russische Flotte vor Sundsvall kreuzte schlug ein schwedischer Kornett (Fähnrich) dem Leutnant Lindstedt vor den Rückzug anzutreten, denn gegen eine solche Übermacht könne man nichts ausrichten und die Männer würden sinnlos geopfert werden. Aber der Leutnant lehnte ab und begann mit den Verteidigungsmaßnahmen.

## Der Angriff
Das russische Geschwader bestehend aus 33 Galeeren und etwa 70 weiteren Begleitschiffen (Sloop), beladen mit Männern und Kriegsmaterial, sie griffen die Stadt zuerst mit Artilleriefeuer an.
Russen landeten mit ihren Truppen südlich des Stadtzentrums von Sundsvall. Die schwedischen Verteidiger mussten nach einer Stunde Kampf ihre Stellungen räumen. Sie brannten zwei Handelsschiffe und ein größeres Schiff, welches mit Eisen und Holz beladen war nieder, damit es nicht in Feindeshand fiel.
Die Verteidiger, die keine Unterstützung durch eigene Artillerie außer ein paar kleineren Feldstücken mit denen das Feuer von einigen Bauernhöfen und Booten in der Nähe auf die russischen Invasoren erwidert wurde. Major Fieandt gelang es eine weitere Stunde den Vormarsch der Russen zu stoppen. Als er aber an der Brücke im Stadtteil Åkroken drohte, mit seinen Männern eingeschlossen zu werden, zog er sich in Richtung Jämtland zurück.
In der Folge kam es zu mehreren kleineren Scharmützeln zwischen dem jämtländischen Reitern und den Kosaken. 22 schwedische Kavalleristen wurden auf der Straße in Richtung Valla niedergemetzelt. Die Schweden mussten sich immer weiter zurückziehen in Selånger etwa acht Kilometer westlich von Sundsvall sammelten sich die schwedischen Soldaten nochmals um geordnet gegen die russische Übermacht zu kämpfen.

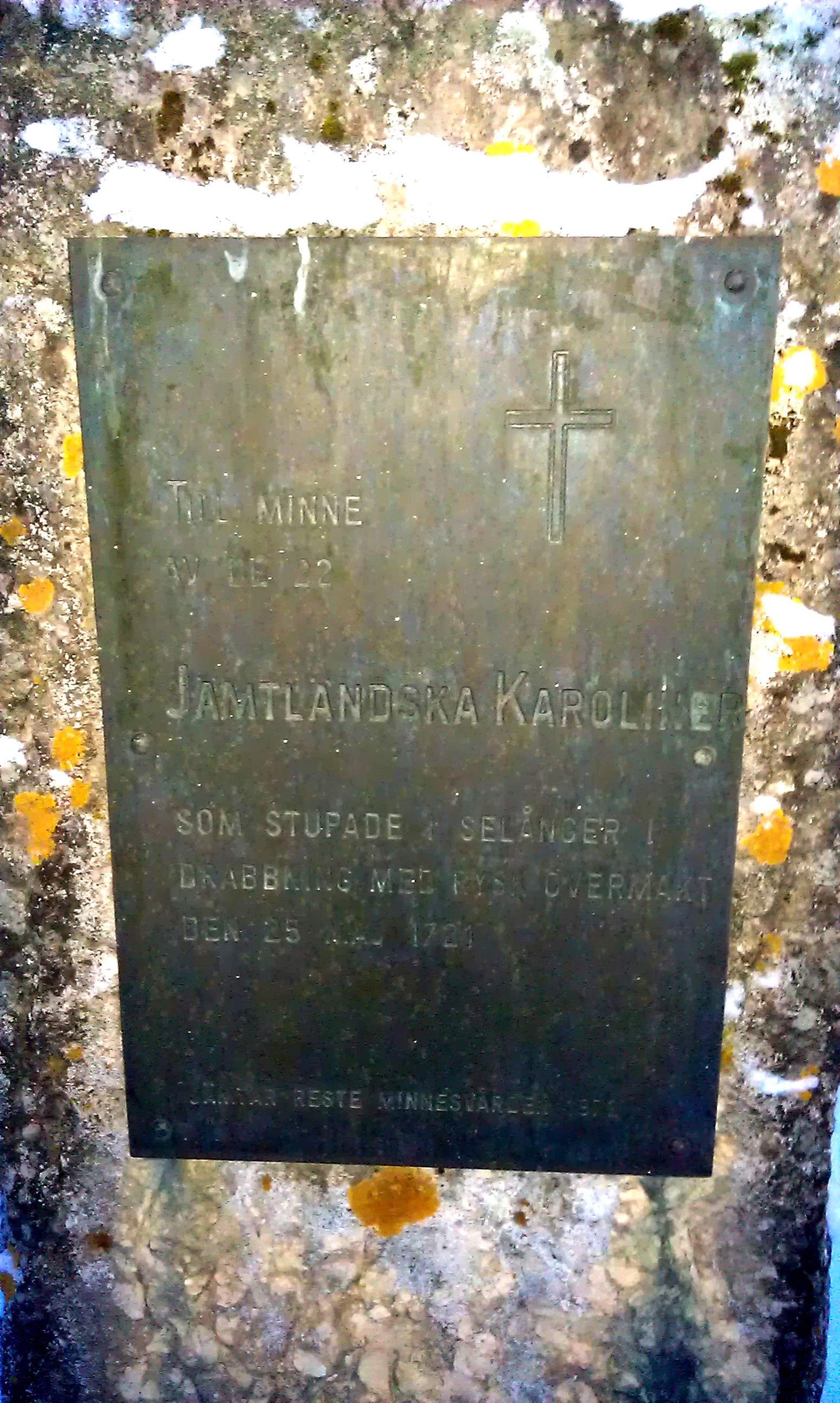
Gedenktafel für 22 getötete Jämtlandische Kavalleristen in der alten Kirche von Selånger

## Die Folgen
Zehn schwedischen Reitern ist es gelungen, sich der Gefangennahme zu entziehen. Sie flohen in ihre Heimat Jämtland. Zehn schwedische Soldaten wurden als Kriegsgefangene nach St. Petersburg gebracht. Auch die Fahne des Jämtländischen Kavallerieregimentes wurde als Kriegsbeute mitgenommen.
Sundsvall wurde geplündert und komplett niedergebrannt und die einzige Kirche des Ortes wurde nicht beschädigt.
Sieben Schweden kamen nach dem Frieden von Nystad wieder in ihre Heimat. Der Kornett Nandelstadt, welcher einer der Häftlinge war, berichtete, dass die Russen etwa 40 Tote hatten.
Major Fieandt überlebte seine schweren Verwundungen und starb später in der Schlacht von Lappeenranta während des Russisch-Schwedischen Krieges im Jahre 1741.